# Charlie de Melo
Charlie de Melo, es un actor.

## Carrera
En el 2013 apareció como invitado en la serie médica Doctors donde dio vida a Tamir Niaz.
Ese mismo año apareció como un guardia militar de la ciudad de Atlantis en la serie Atlantis.
En el 2015 se unió al elenco principal de la serie The Interceptor donde interpreta a Martin, un exagente del MI6 y miembro del equipo de investigación de narcóticos encubierto conocido como "UNIT".
En el 2016 aparecerá en la película Jarhead 3: The Siege donde dará vida a Jamal.

## Filmografía[2]

### Series de Televisión
| Año             | Título            | Personaje       | Notas                           |
| --------------- | ----------------- | --------------- | ------------------------------- |
| 2017 - presente | Coronation Street | Imran Habeeb    | 42 episodios                    |
| 2017            | EastEnders        | PC. Jaz Jones   | 5 episodios                     |
| 2015            | The Interceptor   | Martin          | 8 episodios                     |
| 2014            | Casualty          | Josh Ware       | episodio "Valves to Vagrants"   |
| 2013            | Doctors           | Tamir Niaz      | episodio "Where the Truth Lies" |
| 2013            | Atlantis          | Guardia Militar | episodio "The Earth Bull"       |

### Películas
| Año  | Título               | Personaje         | Notas |
| ---- | -------------------- | ----------------- | --- |
| 2016 | Jarhead 3: The Siege | Jamal             | junto a Charlie Weber, Scott Adkins, Tom Ainsley, Erik Valdez, Dante Basco, Stephen Hogan & Dennis Haysbert |
| 2013 | Jake and Hyde        | Dr. Jake Shepherd | corto |
| 2012 | Guess                | Vincent           | corto |
| 2012 | Pussy                | Matt              | corto |
| 2012 | I Am, Not Knowing    | Hombre            | corto |
| 2012 | Innocence            | -                 | corto - junto a Tarrick Benham, Michael Bray, Nadia Hynes & Rob Lines                                       |
| 2012 | Rewind               | Harry             | corto - junto a Scarlett Archer, Blioux Kirkby, Jackson Smith & Ruth Zielinski                              |

### Teatro
| Año  | Obra                | Personaje    | Director (a) | Teatro          | Notas        |
| ---- | ------------------- | ------------ | ------------ | --------------- | ------------ |
| 2012 | 13                  | Amir         | Zoe Waterman | -               | -            |
| 2011 | Andorra             | Doctor       | Maria Aberg  | -               | -            |
| 2011 | As You Like It      | Duke Senior  | -            | Almeida Theatre | Richard Cant |
| 2011 | Candyflip           | Steve        | -            | -               | Tim Stark    |
| 2010 | The Glass Menagerie | Jim O'Connor | John Abbott  | -               | -            |